# Oerga
Oerga (Russisch: Урга — территория любви; Oerga — territoria ljoebvi), is een Russische dramafilm uit 1991 onder regie van Nikita Michalkov. Hij won met deze film de Gouden Leeuw op het Filmfestival van Venetië. In de Angelsaksische wereld werd de film uitgebracht onder de titel Close to Eden.

## Verhaal
De Mongoolse herder Gombo leeft samen met zijn grootmoeder, vrouw en drie kinderen in een joert op de steppe van Binnen-Mongolië. Hun leefwijze is eenvoudig en traditioneel. Gombo wil seks met zijn vrouw, die dit echter afwijst omdat ze anders waarschijnlijk een vierde kind zullen krijgen, wat hen in problemen zou kunnen brengen vanwege de Chinese eenkindpolitiek. Op een gegeven ogenblik krijgt de Russische vrachtwagenchauffeur Sergej autopech vlak bij hun joert, en wordt geholpen door Gombo die hem bij zijn gezin thuis te gast uitnodigt. De tatoeage van muzieknoten op Sergejs rug trekt bekijks bij Gombo's kinderen, waarvan het dochtertje accordeon blijkt te spelen. Sergej blijft bij Gombo's familie eten en logeren.
Op aansturen van zijn vrouw gaat Gombo de volgende dag met Sergej mee naar de grote stad, onder andere met de opdracht om condooms te kopen zodat ze veilig seks kunnen hebben. In de stad gaat Sergej naar zijn vrouw en kind, terwijl Gombo eropuit trekt om de bedoelde boodschappen te doen. Eenmaal in de drogist aangekomen is hij echter te verlegen om condooms te kopen. In plaats daarvan bezoekt hij onder andere een kermis en gaat hij 's avonds met Sergej naar een nachtclub. Sergej drinkt te veel en sommeert de band om de muziek op zijn rug te spelen, die de wals "Op de Heuvels van Mantsjoerije" blijkt te zijn. Na een emotionele vertolking van het lied wordt Sergej door de politie verwijderd en in de cel gegooid. Gombo schakelt de hulp van zijn oom in die in de stad als pianist werkt, en samen kopen ze Sergej weer vrij.
Terug onderweg naar huis, zijn paarden onder meer beladen met een TV en een fiets, krijgt Gombo een droomvisioen waarin de lokale dronkaard als Dzjengis Khan verschijnt, die samen met Gombo's vrouw een horde Mongoolse ruiters aanvoert. "Dzjengis" beschuldigt Gombo ervan zijn traditie te hebben verloochend voor het moderne consumptieleven. De horde valt hem aan (samen met Sergej, die ineens ook weer opduikt) en vernietigt de TV en Sergejs vrachtwagen. Het blijkt alleen maar een droom te zijn en Gombo komt thuis aan met al zijn spullen. Ze koppelen de TV aan de windmolen die elektriciteit opwekt, en met het hele gezin bekijken ze verscheidene programma's. Eindelijk vraagt Gombo's vrouw of hij de condooms heeft gekocht, waarop hij antwoordt dat ze uitverkocht waren. Ze werpt hem een meewarige blik toe, maar nodigt hem even later uit om de steppe in te gaan. Gombo steekt zijn oerga (lange herdersstaf met lasso) in de grond, het traditionele symbool dat daar een liefdespaartje ligt en niet gestoord mag worden. 
Na een korte scène waarin Gombo's dochtertje de muziek op Sergejs rug op haar accordeon speelt, eindigt de film met een shot van de oerga, terwijl in de voiceover Gombo's inmiddels volwassen zoon vertelt hoe hij daar toen als vierde kind is verwekt. We zien de oerga overgaan in een rokende schoorsteen en de zoon vertelt dat hij in het tankstation werkt dat nu op de plek van de oerga staat, en binnenkort met zijn familie op vakantie gaat naar Los Angeles.

## Rolverdeling
| Acteur               | Personage |
| -------------------- | --------- |
| Bajjartoe            | Gombo     |
| Badema               | Pagma     |
| Vladimir Gostjoechin | Sergej    |